# Kedîna Hora, Zolotonoșa
Kedîna Hora (în ucraineană Кедина Гора) este un sat în comuna Korobivka din raionul Zolotonoșa, regiunea Cerkasî, Ucraina.

## Demografie
Componența lingvistică a localității Kedîna Hora
     Ucraineană (97,21%)
     Rusă (2,79%)
Conform recensământului din 2001, majoritatea populației localității Kedîna Hora era vorbitoare de ucraineană (97,21%), existând în minoritate și vorbitori de rusă (2,79%).